# 제5회 부산국제어린이청소년영화제
제5회 부산국제어린이청소년영화제는 2010년 8월 11일에 열린 시상식이다.

## 수상 및 후보

### 해외초청작
- 노 임팩트 맨 - 로라 가버트 외 1명
- 다락방은 살아있다 - 이지 바르타
- 소인국 - 장 통다오
- 무지개 분대 - 리리 리자
- 토벤의 모험 - 안데르스 모르겐탈레 외 1명
- 꼬마 니콜라 - 로랑 티라르
- 스코빠와 스크리틀라 - 폴할러 시구르손
- 미아와 거인 미구 - 자크 레미 제랄드
- 하룬-아룬 - 비노드 가나트라
- 히말라야에는 신이 산다 - 산자이 스리니바스
- 타한 - 수류탄을 쥔 소년 - 산토시 시반
- 레이하네와 꿈의 조각들 - 푸란 데라크샨데
- 참새 후안과 친구들 - 구스타보 지아니니
- 바이바이, 태풍 모라꼿 - 헨리 리 외 3명
- 아파오의 자전거 여행 - 소키 페르난데스
- 퀼 - 최양일

### 레디~액션!
- 빨간 하이힐 - 김동현
- 위시노트 - 김동후
- 우리가 진정한 댄싱퀸 - 오정균
- 초콜릿 - 신이슬
- 곡물 삼총사 - 김민경
- 미이라24 - 정해운
- 흑백 세상 - 심지원
- 안녕! 친구야 - 이태용
- 약발 - 김현주
- 자유롭게 달려라 - 김현수
- 3가지 소원 - 고유라
- 터미네이터 파이널 - 윤상원
- 잔소리 - 정성태
- 공부보단 튼튼한 몸 - 박지홍
- 보물 찾기 - 강세연 외 1명
- 천원의 행복 - 김영태
- 영어반장 영칠이 - 문민중
- 반장이 뭐길래 - 임성열
- 무엇이 우리를... - 강창구
- 오목눈이 둥지반 친구들 - 조은정

### 비키 단편 초청
- 계속 달리는 잉카씨 - 홍학순
- 무슨일이야? - 전승배
- 산책가 - 김영근
- 아빠랑 나, 그리고 물고기 - 심영교
- 앗! 맛있어! - 김정근
- 엄마를 기다리며 - 문자영
- 자르지마 - 조광희
- 코딱지 - 김재현
- 폐휴대폰 수거 대작전 - 김홍중
- 더 돌 - 유영용
- 170mm - 변성빈
- 소라껍데기 담배꽁초 계란말이 - 박현경
- 내 친구 고라니 - 장형윤
- 봄아 노피곰 도다샤 - 김수정 외 1명
- 이공계소년 - 우문기
- 할머니의 홈그라운드 - 이정민 외 2명
- Burning Paper - 정소이
- 띠띠리부 만딩씨 - 홍학순
- 빠삐에 친구들-한여름 밤의 무도회 - 곽영진 외 1명

### 어린이영화제작 '어울림'
- 나는 생김치 - 박예빈 외 3명
- 크리스마스가 무서워 - 김다혜
- 내 친구의 숙제는 어디 있나 - 한솔희
- 제암리의 나이팅게일 - 한조이
- 색다른 공원 - 한조이
- 계단의 비밀 - 정서연
- 내 친구를 부탁해 - 강명지
- 여신강림 - 박건우
- 뒤바뀐 운명 - 김현주
- 찜콩 - 김오수
- 흰 구름을 지켜줘 - 하재구
- 하늘아 방당아 어디가멘 - 안승우
- 마법의 리모콘 - 김경원
- 토끼와 여우 - 김희태
- 해리워터 - 송민주
- 발자국 소문 - 권문정
- 돈을 소중히 - 신영종
- 나쁜 추억 - 김지원
- 공포의 손 - 박민호
- 공포의 구구단 - 류서현
- 유괴범을 해치우는 방법 - 박은선
- 돈이 좋다 - 김은비
- 내 친구 림보아 - 배영호
- 마술 연필 - 차승희
- 초코렛 - 김동아 외 1명
- 피아니스트의 사춘기 - 백체은

### CIFEJ 추천작
- 같은 달 아래에서 - 엘 마테
- 스켈트 강에서 부르는 노래 - 제임스 스트러블
- 슈퍼 미피와 악당 미포 - 조던 비에이라
- 나는 누구든 될 수 있어! - 프랑스시네마 워크숍 어린이들
- 빨강모자 아가씨 - 마르고시아 포피리스카
- 꼼빠네로와 달 - Celia 외 2명
- 푸른 눈 그리고 작은 귀 - 츄완 링
- 움직이는 털실 - Elisa 외 7명
- 모르는 게 약이다! - 로이아 케냐 워크숍 어린이들
- 악동수업 - 브루클린 시네마 워크숍 어린이들
- 우리반 아이들 - 핀란드 시나마 워크숍 어린이들
- 재미있는 알약 삼키기 - 김지은 외 1명
- 슈퍼걸즈 - 췬추 과학고등학교 부속 초등학교의친칭 추와 그녀의 제자들
- 악몽 - 매트 세던 외 1명

### TICFF 교류작
- 나무 살리기 프로젝트 - 피안-피안 두
- 동생 나무타기의 실종 - 대만시립대학교 부속초등학교
- 슈퍼걸즈 - 췬추 과학고등학교 부속 초등학교의친칭 추와 그녀의 제자들
- 아빠의 시간표 - 대만시립대학교 부속초등학교
- 푸른 눈 그리고 작은 귀 - 츄완 링

### 유니세프 추천 단편 애니메이션
- 유니세프 추천 단편 애니메이션 - 유니세프

### 러시아 전래동화 애니메이션 시리즈-마샤와곰
- 마샤와 곰 - 만남 - 데니스 체르비아토프
- 마샤와 곰 - 겨울잠 - 올렉 쿠조브코프
- 새해가 밝았어요! - 올렉 쿠조브코프
- 신기한 친구들 - 올렉 쿠조브코프
- 봄날의 곰 - 마리나 네페도바
- 마샤와 곰 - 낚시 - 데니스 체르비아토프